# داکلندز، ویکتوریا
داکلندز (به انگلیسی: Docklands) یک منطقهٔ مسکونی در استرالیا است که در ملبورن واقع شده‌است.